# Notomulciber quadrisignatus
Notomulciber quadrisignatus är en skalbaggsart som först beskrevs av Schwarzer 1925.  Notomulciber quadrisignatus ingår i släktet Notomulciber och familjen långhorningar.
Artens utbredningsområde är Taiwan. Inga underarter finns listade i Catalogue of Life.